# لیپیدما

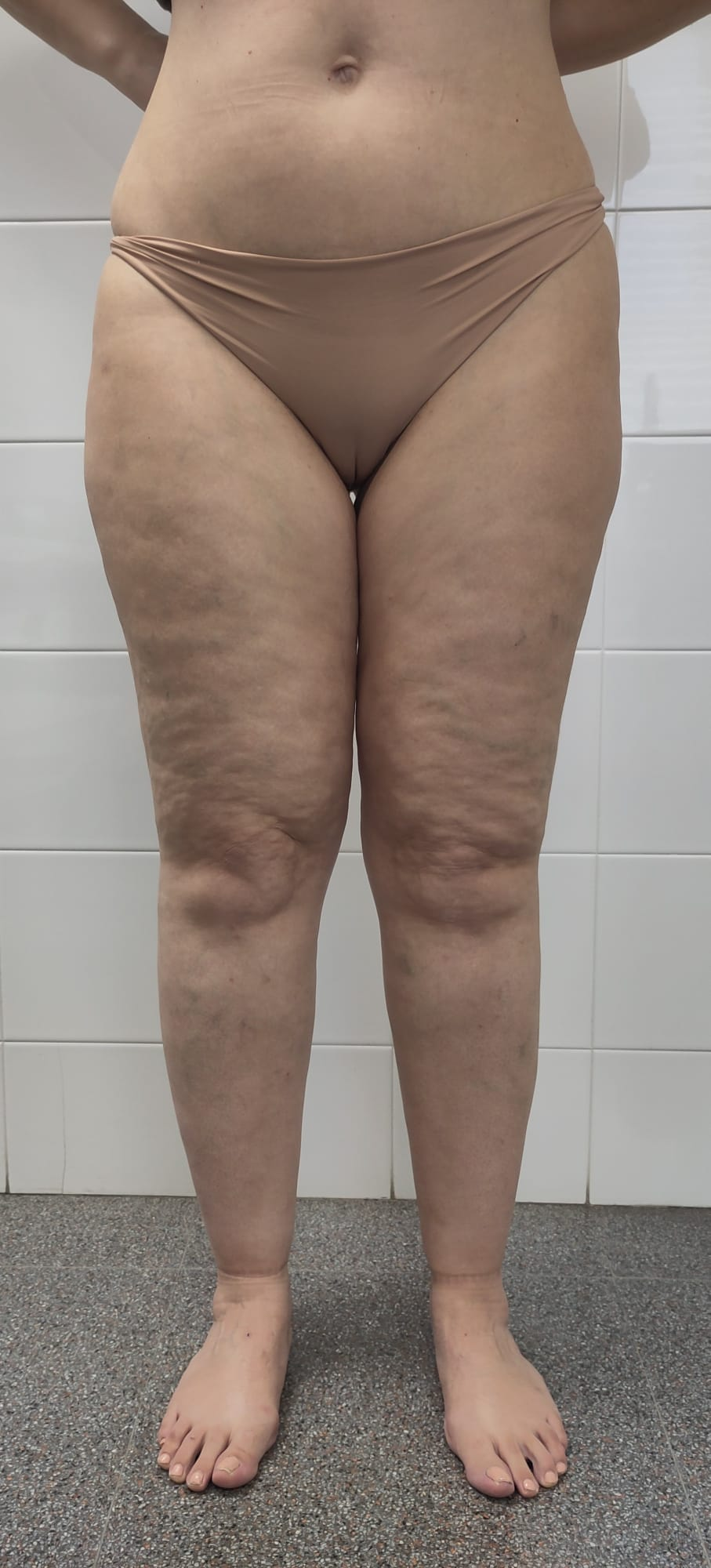

لیپیدما (انگلیسی: Lipedema)نوعی بیماری است که تقریباً به‌طور انحصاری در زنان مشاهده می‌شود و منجر به بزرگ شدن هر دو پا به دلیل رسوب چربی در زیر پوست می‌شود. زنان با هر وزنی ممکن است دچار لیپدما شوند. هیچ درمانی وجود ندارد و به‌طور معمول با گذشت زمان بدتر می‌شود، ممکن است درد وجود داشته باشد و افراد مبتلا به راحتی کبود شوند. با گذشت زمان ممکن است تحرک کاهش یابد و به دلیل کاهش کیفیت زندگی، اغلب دچار افسردگی می‌شوند. در موارد شدید ممکن است تنه و بالاتنه درگیر شود.
علت آن ناشناخته است اما اعتقاد بر این است که شامل ژنتیک و عوامل هورمونی است. این بیماری اغلب در خانواده‌ها منتقل می‌شود و داشتن عضوی از خانواده با شرایط بیماری در خانواده یکی از عوامل خطر ابتلا به آن است. سایر شرایطی که ممکن است به‌طور مشابه وجود داشته باشد شامل لیپوهیپرتروفی، نارسایی مزمن وریدی و ورم لنفاوی است. تخمین زده می‌شود که تا ۱۱٪ از زنان را تحت تأثیر قرار دهد. شروع آن معمولاً در دوران بلوغ، بارداری یا یائسگی است.
ورزش، فقط در حدی که بیمار قادر به انجام آن نیست بدون اینکه به مفاصل آسیب برساند، می‌تواند به تناسب کلی کمک کند اما از پیشرفت بیماری جلوگیری نمی‌کند. جوراب‌های فشاری می‌توانند به درد کمک کرده و راه رفتن را آسان کنند. مرطوب سازی منظم با نرم‌کننده‌ها از پوست محافظت کرده و از خشک شدن آن جلوگیری می‌کند. لیپوساکشن برای از بین بردن چربی در صورت شدید بودن علائم می‌تواند کمک کند. در حالی که جراحی می‌تواند بافت چربی را از بین ببرد، می‌تواند به عروق لنفاوی نیز آسیب برساند. درمان به‌طور معمول منجر به حل کامل نمی‌شود.
بسیاری از پزشکان یا از بیماری آگاهی ندارند یا به سختی می‌توانند آن را از چاقی یا انواع دیگر اِدم متمایز کنند.